# Правило Крама
Правило Крама (англ. Cram's rule) — правило, що в асиметричному синтезі визначає перебіг приєднання металоорганічних сполук до ациклічних карбонільних сполук з центром хіральності в α-положенні. Дозволяє передбачати переважну конфігурацію утворюваного діастереомера: вихідна оксосполука реагує в конформації, в якій карбонільний атом О розташовується між двома меншими замісниками (a < b < c) при асиметричному центрі, а нуклеофіл атакує карбонільну групу з найменш затуленої сторони: